# Ticonderoga (New York)
Ticonderoga település az Amerikai Egyesült Államok New York államában, Essex megyében. Lakosainak száma 4789 fő (2020. április 1.).

## Népesség
A település népességének változása:

| 2010 | 5 042 |
| 2020 | 4 789 |